# 張廷濟

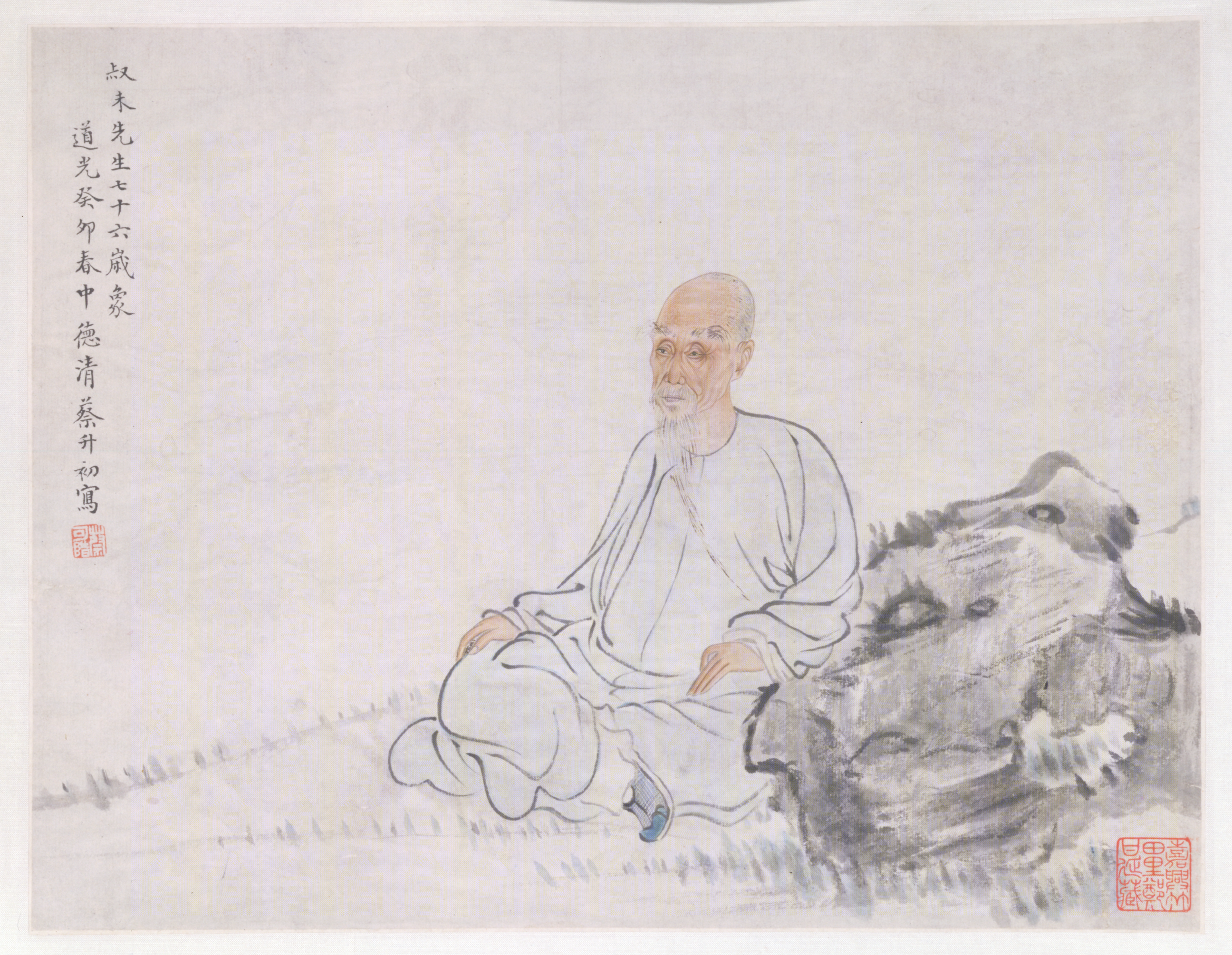
張廷濟七十二歲像

張廷濟（1768年—1848年），原名汝林，字順安，又字未亭、竹田、作田、說舟，號叔未，晚年號眉壽老人，浙江嘉興府嘉興縣人，清朝收藏家、書法家、金石學家。

## 生平

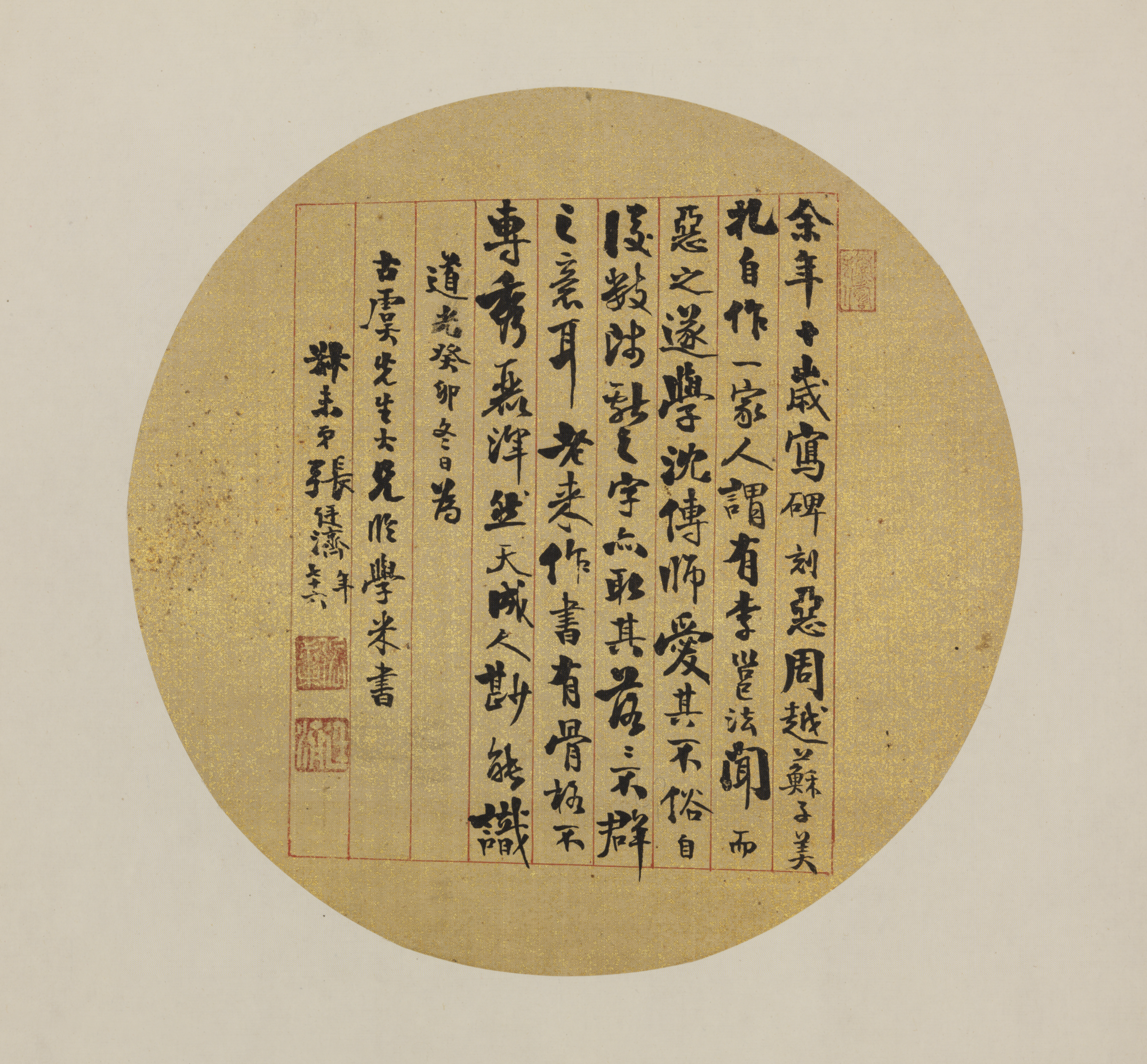
張廷濟行書臨米芾帖

嘉慶三年（1798年）戊午科浙江鄉試第一名舉人（解元），後屢試不中，遂結廬高隱。為當時書法大家，書法初學鍾繇、王羲之，後學米芾、顏真卿、歐陽詢，精篆隸，亦能行楷草隸。精通考證金石之學與文物鑑賞，築清儀閣收藏文物，後來清儀閣毁於咸豐年間，文物散失。
道光十年（1830年）嘗作四體書屏。阮元任浙江學政時，推崇張廷濟，訂為金石交，傳為盛事。著有《清儀閣全集》、《清儀閣古器物釋文》、《清儀閣印譜》、《眉壽堂集》、《桂馨堂集》、《瀛洲徐君墓誌銘》等。

## 延伸阅读
[在维基数据编辑]
 《清史稿/卷486》
 在维基共享资源阅览影像